# Víctor I
Víctor I, proveniente de África, probablemente en Leptis Magna (o Tripolitania, hoy Libia), hijo de Félix, fue el decimocuarto papa y el primero que afirmó la existencia de un magisterio moral del obispado de Roma sobre los otros obispados de la Iglesia y comienza a sustituir el griego utilizado en la liturgia por el latín, aunque la misa siguió celebrándose en griego hasta 230.[cita requerida]

## Pontificado
Durante su pontificado, Víctor sentó las bases para la celebración de los concilios al ordenar a los obispos del orbe cristiano que se reunieran en sínodos para considerar —confiaba él— la condena de la celebración de la Pascua según la costumbre judía que la celebraba el día 14 del mes de Nisán aunque no coincidiera en domingo.
Los obispos de Asia Menor, encabezados por Polícrates obispo de Éfeso, rehusaron abandonar la práctica que, según ellos y tal y como le expresó Polícrates al papa en una carta que le envió hacia 190, esta práctica, conocida como cuartodecimal fue la de los apóstoles Felipe y Juan, y la de Policarpo de Esmirna y Melitón de Sardes.  Como respuesta, Víctor envió una carta a los obispos declarando excluidos de la comunión a las iglesias de Asia. Esta decisión trajo un gran revuelo entre los obispos.  Entonces intervino Ireneo de Lyon y, después de afirmar que él personalmente mantenía el domingo para la celebración de la Pascua, le rogaba al papa Víctor a seguir la posición de sus predecesores y que aceptara la duplicidad de costumbre.
Parece ser que Víctor quiso imponer su voluntad sobre la celebración dominical de la Pascua, pues Blasto, que era un fuerte defensor de la práctica cuartodecimal se separó de la Iglesia creando un cisma.
Aproximadamente en 198, Víctor excomulgó a Teodoto, un curtidor de Bizancio por practicar la doctrina adopcionista, aunque no pudo impedir que sus discípulos siguieran propagando sus ideas en Roma. 
A finales del siglo II fueron instalándose en Roma representantes de todas las tendencias. Roma fue la arena donde se enfrentan al cristianismo distintas ideas y vertientes de un gran número de escuelas heterodoxas que habían proliferado a todo lo largo del imperio. En Roma se encuentran individuos procedentes de Asia, de Siria, de Egipto, de Mesopotamia. Roma es ahora una gran ciudad cosmopolita donde se dan citas todas las razas y religiones.  En ella se habla griego lo mismo que latín.  La Iglesia se vio afectada por la influencia de la urbe en ella en el aspecto de cultura y civilización.
Por otra parte, estableció que, en casos de emergencia, se pudiese utilizar cualquier agua para el bautismo.
Falleció el 28 de julio de 199, tras sufrir martirio.
Algunas de sus reliquias se conservan cerca del altar mayor de la basílica de Santi Silvestro e Martino ai Monti, en Roma.
Algunas teorías sugieren que pudo haber sido el primer papa negro africano, aunque se basan principalmente en su procedencia y no tanto en fuentes que manifiesten el hecho.